# II Clemente

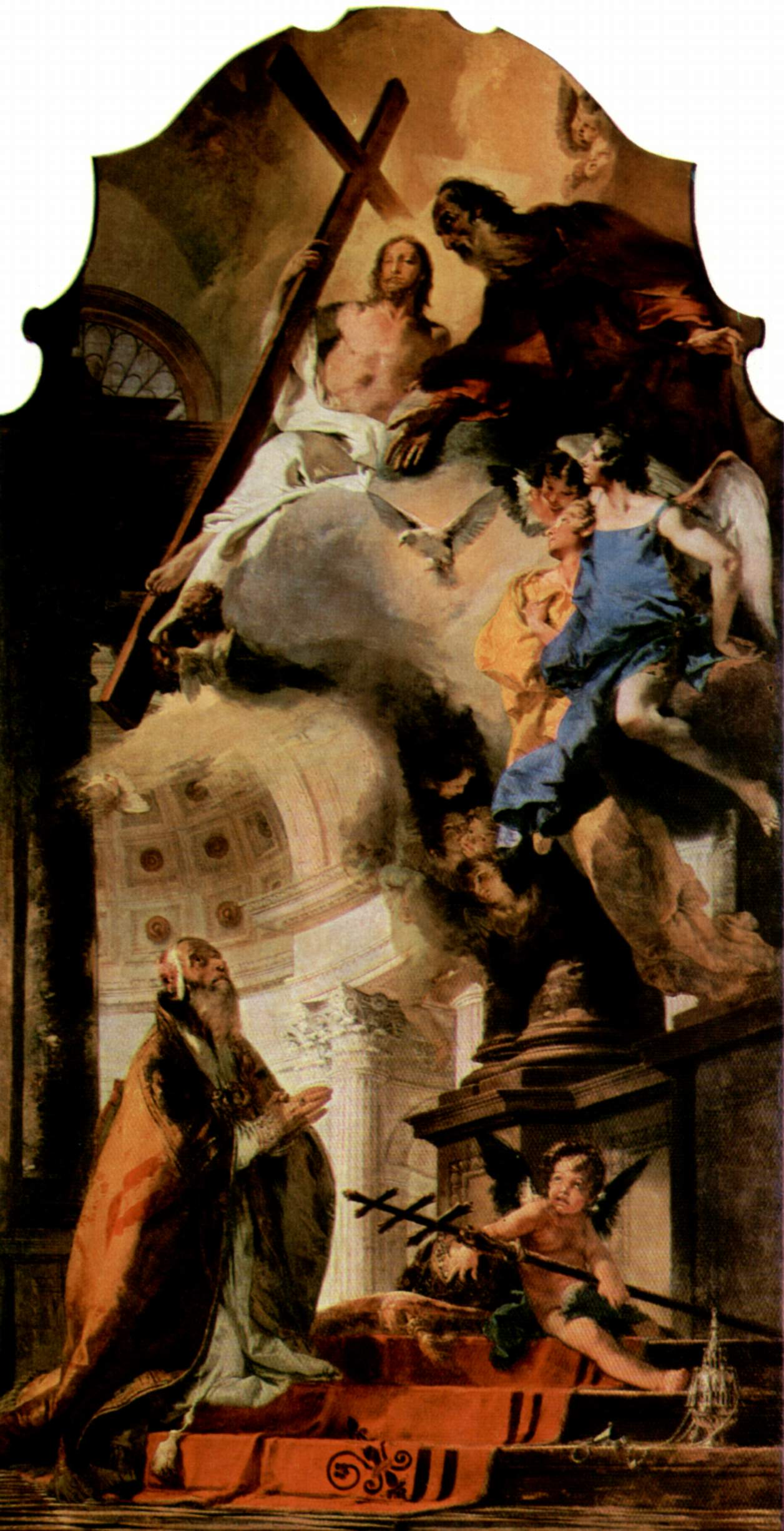
Papa Clemente I, em nome do qual foi escrita II Clemente.
Por Tiepolo, atualmente na Alte Pinakothek, de Munique.

A Segunda Epístola de Clemente (em grego:  Κλήμεντος πρὸς Κορινθίους, Klēmentos pros Korinthious), conhecida também como II Clemente ou Clemente aos Coríntios, é um dos apócrifos do Novo Testamento. Ela nunca foi aceita no cânone do Novo Testamento, embora tenha circulado  amplamente entre os Padres Apostólicos.
Como muitos textos do Cristianismo primitivo, II Clemente foi escrito em grego koiné, a língua franca da região.

## Datação
A mais antiga referência externa à existência da Segunda Epístola de Clemente é a História Eclesiástica de Eusébio de Cesareia, no início do século IV d.C.
| “ | Porém, é importante observar que se alega existir uma segunda epístola de Clemente. Porém, nós não temos conhecimento de ela ser reconhecida como a anterior, pois não conseguimos descobrir nada que indique que os antigos fizeram qualquer uso dela. E alguns homens também trouxeram recentemente outros longos e prolixos escritos alegando ser em seu nome [de Clemente], contendo diálogos de Pedro e Apion. Mas nenhuma menção foi feita destes também pelos antigos, ainda mais que estas obras não preservam o puro selo da ortodoxia apostólica. | ” |
|   | — História Eclesiástica III.38, Eusébio de Cesareia. |   |

## Autoria
Tradicionalmente, acreditava-se que a Segunda Epístola de Clemente tivesse sido uma carta dirigida à Igreja de Corinto, por Clemente de Roma, no final do século I d.C. Porém, o historiador do século IV d.C., Eusébio de Cesareia, afirmou que Clemente "...nos deixou uma epístola reconhecida", o que significa que as dúvidas sobre a autoria desta obra não são novas. Estudiosos modernos acreditam que esta epístola seja de fato um sermão escrito por volta de 140 - 160 d.C. por  autor anônimo que não seria nem o autor da Primeira Epístola de Clemente. 

## Conteúdo
A obra parece ser a transcrição de uma homilia ou de um sermão dado durante um serviço litúrgico. No capítulo XIX, por exemplo, o autor anuncia que irá ler alto a partir das Escrituras - algo que se esperaria encontrar apenas na transcrição de um discurso. De maneira similar, enquanto uma epístola tipicamente se inicia com a identificação do remetente e do destinatário, a Segunda Epístola de Clemente começa com um vocativo ("Irmãos!"), seguindo-se imediatamente um sermão. Se este for mesmo o caso, II Clemente é o mais antigo sermão cristão sobrevivente fora do Novo Testamento.
Não se trata de um texto para a conversão dos pagãos ao Cristianismo, mas de um discurso dirigido a uma audiência de cristãos que ainda mantém certas práticas pagãs, havendo clara alusão à idolatria: "[Antes] nós estávamos mutilados em nossa compreensão - nós estávamos venerando pedras e pedaços de madeira e ouro e prata e cobre - todos eles feitos por humanos."
A despeito de seu pano de fundo pagão, o autor da Segunda Epístola, assim como sua audiência, parece reconhecer os textos judaicos (o Antigo Testamento) como Escritura: o autor cita repetidamente do Livro de Isaías e interpreta o texto[nota a]. O autor também considera as palavras de Jesus como Escritura - como em 2:4, quando cita Jesus - "E outra escritura disse, Eu não vim para chamar os puros, mas os pecadores",  frase muito similar a  Marcos 2:17 e Mateus 9:13.
Além da literatura canônica, o autor de II Clemente parece ter tido acesso a outras obras cristãs (ou à tradição oral cristã). Algumas citações atribuídas a Jesus só se encontram aqui (4:5, por exemplo). Em II Clem 5:2-4, o autor cita uma frase de Jesus numa forma substancialmente mais longa do que aquela registrada no Novo Testamento. No século XX, foi descoberto um fragmento de manuscrito  que sugere que tal frase é uma citação do Evangelho de Pedro - em grande parte perdida. De maneira similar, em II Clem 12, o autor cita o Evangelho de Tomé, que estava perdido até a metade do século XX (quando foi encontrado na Biblioteca de Nag Hammadi).